# Liste der Mitglieder des Abgeordnetenhauses von Berlin (17. Wahlperiode)
Die Liste der Mitglieder des Abgeordnetenhauses von Berlin (17. Wahlperiode) enthält die Mitglieder des Abgeordnetenhauses von Berlin in der 17. Wahlperiode (2011–2016).
Zum Senat in dieser Legislaturperiode siehe Senat Wowereit IV. Das Abgeordnetenhaus wurde am 18. September 2011 gewählt und konstituierte sich am 27. Oktober 2011. Renate Künast, über die Landesliste der Grünen gewählt, und Falko Liecke, im Wahlkreis Neukölln 5 für die CDU gewählt, nahmen ihre Mandate nicht an und traten nicht in das Abgeordnetenhaus ein.
Das Parlament hatte 149 Mitglieder, ab dem 19. September 2016 (Selbsttötung von Gerwald Claus-Brunner ohne Nachrücker auf der Landesliste) nur noch 148 Mitglieder.

## Präsidium des Abgeordnetenhauses
- Präsident: Ralf Wieland (SPD)
- Vizepräsident: Andreas Gram (CDU) und Anja Schillhaneck (Grüne)

## Fraktionsvorsitzende
- SPD: Michael Müller (bis 30. November 2011)
 SPD: Raed Saleh (seit 1. Dezember 2011)
- CDU: Frank Henkel (bis 30. November 2011)
 CDU: Florian Graf (seit 1. Dezember 2011)
- Grüne: Ramona Pop und Antje Kapek
- Die Linke: Udo Wolf
- Piraten: Andreas Baum (bis 21. Juni 2012)
 Piraten:  Andreas Baum und Christopher Lauer (vom 22. Juni 2012 bis 11. Juni 2013)
 Piraten:  Alexander Spies und Oliver Höfinghoff (vom 11. Juni 2013 bis 20. Mai 2014)
 Piraten:  Alexander Spies und Martin Delius (seit 20. Mai 2014)

## Mitglieder
| Bild                        | Name                        | Lebens- daten | Fraktion                                     | Wahlkreis/Liste                         | Erststimmen in Prozent | Anmerkungen | Ausschüsse/Gremien |
| --------------------------- | --------------------------- | ------------- | -------------------------------------------- | --------------------------------------- | ---------------------- | --- | --- |
| Wolfgang Albers             | Wolfgang Albers             | 1950          | DIE LINKE                                    | Lichtenberg 2                           | 34,0                   | Mitglied des Fraktionsvorstandes | - Ausschuss für Gesundheit und Soziales (Vorsitzender) - Ausschuss für Gesundheit und Soziales - Ausschuss für Wissenschaft |
| Turgut Altug                | Turgut Altuğ                | 1965          | GRÜNE                                        | Friedrichshain-Kreuzberg 3              | 36,9                   | | - Ausschuss für Verfassungs- und Rechtsangelegenheiten - Verbraucherschutz, Geschäftsordnung - Ausschuss für Stadtentwicklung und Umwelt |
|                             | Michael Arndt               | 1951          | SPD                                          | Bezirksliste Steglitz-Zehlendorf        |                        | | - Hauptausschuss |
|                             | Sabine Bangert              | 1955          | GRÜNE                                        | Landesliste                             |                        | | - Ausschuss für Arbeit, Integration, Berufliche Bildung und Frauen - Ausschuss für kulturelle Angelegenheiten (Schriftführerin) |
| Andreas Baum                | Andreas Baum                | 1978          | PIRATEN                                      | Landesliste                             |                        | trat am 10. September 2015 aus der Piratenpartei aus                                                                                              | - Hauptausschuss - Ausschuss für Sport |
| Canan Bayram                | Canan Bayram                | 1966          | GRÜNE                                        | Friedrichshain-Kreuzberg 5              | 32,4                   | | - Ausschuss für Verfassungs- und Rechtsangelegenheiten, Verbraucherschutz, Geschäftsordnung - Ausschuss für Inneres, Sicherheit und Ordnung |
|                             | Martin Beck                 | 1958          | GRÜNE                                        | Landesliste                             |                        | am 31. August 2014 ausgeschieden | - Hauptausschuss - Ausschuss für Gesundheit und Soziales - Ausschuss für Sport |
|                             | Franziska Becker            | 1967          | SPD                                          | Charlottenburg-Wilmersdorf 6            | 33,1                   | | - Ausschuss für Arbeit, Integration, Berufliche Bildung und Frauen - Ausschuss für Wissenschaft |
| Dirk Behrendt               | Dirk Behrendt               | 1971          | GRÜNE                                        | Friedrichshain-Kreuzberg 2              | 49,8                   | | - Ausschuss für Verfassungs- und Rechtsangelegenheiten, Verbraucherschutz, Geschäftsordnung - Ausschuss für Inneres, Sicherheit und Ordnung |
| Hildegard Bentele           | Hildegard Bentele           | 1976          | CDU                                          | Bezirksliste Tempelhof-Schöneberg       |                        | | - Ausschuss für Bildung, Jugend und Familie - Ausschuss für Europa- und Bundesangelegenheiten, Medien |
| Kein Bild vorhanden         | Alessa Berkenkamp           | 1982          | GRÜNE                                        | Landesliste                             |                        | am 1. April 2016 für Heiko Thomas nachgerückt | - Ausschuss für Wirtschaft, Forschung und Technologie - Ausschuss für Inneres, Sicherheit und Ordnung |
|                             | Thomas Birk                 | 1961          | GRÜNE                                        | Tempelhof-Schöneberg 1                  | 32,1                   | | - Ausschuss für digitale Verwaltung, Datenschutz und Informationsfreiheit - Ausschuss für Inneres, Sicherheit und Ordnung - Ausschuss für kulturelle Angelegenheiten - Ausschuss für Bildung, Jugend und Familie                                                                         |
| Carola Bluhm                | Carola Bluhm                | 1962          | DIE LINKE                                    | Mitte 2                                 | 31,2                   | | - Hauptausschuss |
| Kein Bild vorhanden         | Wolfgang Brauer             | 1954          | DIE LINKE                                    | Marzahn-Hellersdorf 1                   | 36,4                   | | - Hauptausschuss - Ausschuss für kulturelle Angelegenheiten |
|                             | Michael Braun               | 1956          | CDU                                          | Steglitz-Zehlendorf 7                   | 44,4                   | | - Ausschuss für kulturelle Angelegenheiten |
| Kein Bild vorhanden         | Matthias Brauner            | 1974          | CDU                                          | Bezirksliste Spandau                    |                        | | - Ausschuss für Bauen, Wohnen und Verkehr - Ausschuss für Wissenschaft |
| Elke Breitenbach            | Elke Breitenbach            | 1961          | DIE LINKE                                    | Landesliste                             |                        | | - Ausschuss für Arbeit, Integration, Berufliche Bildung und Frauen - Ausschuss für Gesundheit und Soziales |
| Daniel Buchholz             | Daniel Buchholz             | 1968          | SPD                                          | Spandau 3                               | 41,8                   | | - Ausschuss für Bauen, Wohnen und Verkehr (stellvertretende Vorsitzende) - Ausschuss für digitale Verwaltung, Datenschutz und Informationsfreiheit - Ausschuss für Stadtentwicklung und Umwelt                                                                                           |
| Dennis Buchner              | Dennis Buchner              | 1977          | SPD                                          | Pankow 4                                | 34,5                   | | - Ausschuss für Bildung, Jugend und Familie - Ausschuss für Sport |
|                             | Marianne Burkert-Eulitz     | 1972          | GRÜNE                                        | Friedrichshain-Kreuzberg 6              | 28,8                   | | - Ausschuss für Bildung, Jugend und Familie - Ausschuss für Europa- und Bundesangelegenheiten, Medien |
| Gerwald Claus-Brunner       | Gerwald Claus-Brunner       | 1972–2016     | PIRATEN                                      | Landesliste                             |                        | († ≈19. September 2016) | - Hauptausschuss - Sonderausschuss „Wasserverträge“ |
| Mario Czaja                 | Mario Czaja                 | 1975          | CDU                                          | Marzahn-Hellersdorf 5                   | 41,5                   | | |
| Ina Czyborra                | Ina Czyborra                | 1966          | SPD                                          | Bezirksliste Steglitz-Zehlendorf        |                        | | - Ausschuss für Wirtschaft, Forschung und Technologie - Ausschuss für Arbeit, Integration, Berufliche Bildung und Frauen - Ausschuss für Wissenschaft |
| Martin Delius               | Martin Delius               | 1984          | PIRATEN                                      | Landesliste                             |                        | seit 20. Mai 2014 Fraktionsvorsitzender, trat am 14. Dezember 2015 aus der Piratenpartei aus, trat am 8. September 2016 den Linken bei            | - Ausschuss für Wissenschaft - Ausschuss für Bildung, Jugend und Familie |
| Emine Demirbüken-Wegner     | Emine Demirbüken-Wegner     | 1961          | CDU                                          | Reinickendorf 2                         | 37,2                   | ausgeschieden am 6. Dezember 2011, Nachrücker: Tim Zeelen                                                                                         | |
| Michael Dietmann            | Michael Dietmann            | 1968          | CDU                                          | Reinickendorf 5                         | 40,7                   | stellvertretender Fraktionsvorsitzender | - Ausschuss für Wirtschaft, Forschung und Technologie |
| Kein Bild vorhanden         | Uwe Doering                 | 1953          | DIE LINKE                                    | Landesliste                             |                        | parlamentarischer Geschäftsführer | - Ausschuss für digitale Verwaltung, Datenschutz und Informationsfreiheit - Ältestenrat |
| Burkard Dregger             | Burkard Dregger             | 1964          | CDU                                          | Reinickendorf 1                         | 34,0                   | | - Ausschuss für Arbeit, Integration, Berufliche Bildung und Frauen - Ausschuss für digitale Verwaltung, Datenschutz und Informationsfreiheit - Ausschuss für Stadtentwicklung und Umwelt                                                                                                 |
|                             | Björn Eggert                | 1980          | SPD                                          | Bezirksliste Friedrichshain-Kreuzberg   |                        | | - Ausschuss für Bildung, Jugend und Familie - Ausschuss für Sport |
|                             | Joachim Esser               | 1951          | GRÜNE                                        | Landesliste                             |                        | | - Hauptausschuss (stellvertretender Vorsitzender) |
| Stefan Evers                | Stefan Evers                | 1979          | CDU                                          | Bezirksliste Charlottenburg-Wilmersdorf |                        | stellvertretender Fraktionsvorsitzender | - Ausschuss für kulturelle Angelegenheiten - Ausschuss für Stadtentwicklung und Umwelt |
|                             | Kirsten Flesch              | 1957          | SPD                                          | Bezirksliste Neukölln                   |                        | | - Hauptausschuss |
| Kein Bild vorhanden         | Michael Freiberg            | 1956          | CDU                                          | Bezirksliste Neukölln                   |                        | durch den Mandatsverzicht von Falko Liecke eingerückt                                                                                             | - Hauptausschuss - Ausschuss für Arbeit, Integration, Berufliche Bildung und Frauen |
| Danny Freymark              | Danny Freymark              | 1983          | CDU                                          | Bezirksliste Lichtenberg                |                        | | - Ausschuss für Bauen, Wohnen und Verkehr - Ausschuss für Stadtentwicklung und Umwelt - Petitionsausschuss (stellvertretender Vorsitzender) |
| Oliver Friderici            | Oliver Friederici           | 1970          | CDU                                          | Steglitz-Zehlendorf 5                   | 40,8                   | parlamentarischer Geschäftsführer | - Ausschuss für Bauen, Wohnen und Verkehr (Schriftführer) - Ausschuss für kulturelle Angelegenheiten - Ausschuss für Bildung, Jugend und Familie |
| Kein Bild vorhanden         | Michael Garmer              | 1964          | CDU                                          | Charlottenburg-Wilmersdorf 7            | 33,4                   | | - Ausschuss für Wirtschaft, Forschung und Technologie |
|                             | Silke Gebel                 | 1983          | GRÜNE                                        | Landesliste                             |                        | eingetreten am 2. Januar 2013 für Felicitas Kubala                                                                                                | |
|                             | Stefan Gelbhaar             | 1976          | GRÜNE                                        | Landesliste                             |                        | | - Ausschuss für Bauen, Wohnen und Verkehr - Ausschuss für digitale Verwaltung Datenschutz und Informationsfreiheit - Ausschuss für Europa- und Bundesangelegenheiten, Medien |
| Kein Bild vorhanden         | Christian Goiny             | 1965          | CDU                                          | Steglitz-Zehlendorf 3                   | 42,3                   | | - Hauptausschuss - Ausschuss für Europa- und Bundesangelegenheiten, Medien (stellvertretender Vorsitzender) |
| Florian Graf                | Florian Graf                | 1973          | CDU                                          | Tempelhof-Schöneberg 6                  | 43,7                   | Fraktionsvorsitzender | - Ältestenrat |
| Susanne Graf                | Susanne Graf                | 1992          | PIRATEN                                      | Landesliste                             |                        | | - Petitionsausschuss (Schriftführerin) - Ausschuss für Bildung, Jugend und Familie |
| Christian Gräff             | Christian Gräff             | 1978          | CDU                                          | Bezirksliste Marzahn-Hellersdorf        |                        | ausgeschieden am 1. November 2011, Nachrücker: Alexander J. Herrmann                                                                              | |
| Andreas Gram                | Andreas Gram                | 1955          | CDU                                          | Reinickendorf 4                         | 39,3                   | Vize-Parlamentspräsident | - Ausschuss für Verfassungs- und Rechtsangelegenheiten, Verbraucherschutz, Geschäftsordnung - Ältestenrat |
| Kein Bild vorhanden         | Burgunde Grosse             | 1943          | SPD                                          | Bezirksliste Spandau                    |                        | eingetreten am 6. September 2013 für Thomas Kleineidam                                                                                            | |
| Kein Bild vorhanden         | Karin Halsch                | 1960          | SPD                                          | Bezirksliste Lichtenberg                |                        | | - Ausschuss für Europa- und Bundesangelegenheiten, Medien - Ausschuss für Sport (Vorsitzende) |
| Claudia Hämmerling          | Claudia Hämmerling          | 1954          | GRÜNE                                        | Landesliste                             |                        | | - Ausschuss für Sport |
| Kein Bild vorhanden         | Renate Harant               | 1948          | SPD                                          | Treptow-Köpenick 6                      | 31,0                   | | - Ausschuss für kulturelle Angelegenheiten - Ausschuss für Bildung, Jugend und Familie (Vorsitzende) |
| Hans-Christian Hausmann     | Hans-Christian Hausmann     | 1975          | CDU                                          | Neukölln 6                              | 40,1                   | | - Ausschuss für Wissenschaft - Sonderausschuss „Wasserverträge“ (stellvertretender Schriftführer) |
| Kein Bild vorhanden         | Ellen Haußdörfer            | 1980          | SPD                                          | Treptow-Köpenick 3                      | 34,3                   | | - Ausschuss für Bauen, Wohnen und Verkehr - Ausschuss für Gesundheit und Soziales - Ausschuss für Stadtentwicklung und Umwelt |
| Manuel Heide                | Manuel Heide                | 1955          | CDU                                          | Reinickendorf 3                         | 43,6                   | Fraktionsschatzmeister | - Ausschuss für Bauen, Wohnen und Verkehr - Ausschuss für Stadtentwicklung und Umwelt |
|                             | Sven Heinemann              | 1978          | SPD                                          | Bezirksliste Friedrichshain-Kreuzberg   |                        | | - Hauptausschuss - Sonderausschuss „Wasserverträge“ (stellvertretender Vorsitzender) |
| Frank Henkel                | Frank Henkel                | 1963          | CDU                                          | Bezirksliste Mitte                      |                        | | |
| Heiko Herberg               | Heiko Herberg               | 1987          | PIRATEN                                      | Landesliste                             |                        | parlamentarischer Geschäftsführer, trat Anfang 2015 aus der Piratenpartei aus                                                                     | - Hauptausschuss - Ausschuss für Verfassungs- und Rechtsangelegenheiten, Verbraucherschutz, Geschäftsordnung - Ausschuss für Sport (Beratendes Mitglied) |
|                             | Alexander J. Herrmann       | 1975          | CDU                                          | Bezirksliste Marzahn-Hellersdorf        |                        | eingetreten am 4. November 2011 für Christian Gräff                                                                                               | - Hauptausschuss |
| Kein Bild vorhanden         | Clara Herrmann              | 1985          | GRÜNE                                        | Landesliste                             |                        | | - Hauptausschuss - Ausschuss für Verfassungsschutz |
|                             | Gabriele Hiller             | 1959          | DIE LINKE                                    | Marzahn-Hellersdorf 3                   | 33,4                   | | - Ausschuss für kulturelle Angelegenheiten - Ausschuss für Europa- und Bundesangelegenheiten, Medien - Ausschuss für Sport |
| Oliver Höfinghoff           | Oliver Höfinghoff           | 1977          | PIRATEN                                      | Landesliste                             |                        | trat am 18. September 2014 aus der Piratenpartei aus, trat im Mai 2016 den Linken bei                                                             | - Ausschuss für Wirtschaft, Forschung und Technologie - Ausschuss für Bauen, Wohnen und Verkehr |
| Thomas Isenberg             | Thomas Isenberg             | 1967          | SPD                                          | Mitte 3                                 | 30,7                   | | - Ausschuss für Verfassungs- und Rechtsangelegenheiten, Verbraucherschutz, Geschäftsordnung - Ausschuss für Gesundheit und Soziales - Ausschuss für Europa- und Bundesangelegenheiten, Medien                                                                                            |
|                             | Frank Jahnke                | 1957          | SPD                                          | Charlottenburg-Wilmersdorf 4            | 34,6                   | | - Ausschuss für Wirtschaft, Forschung und Technologie - Ausschuss für kulturelle Angelegenheiten (Vorsitzender) - Ausschuss für Europa- und Bundesangelegenheiten, Medien |
| Andy Jauch                  | Andy Jauch                  | 1967          | SPD                                          | Treptow-Köpenick 1                      | 33,3                   | | - Hauptausschuss - Petitionsausschuss |
| Robbin Juhnke               | Robbin Juhnke               | 1967          | CDU                                          | Neukölln 4                              | 38,2                   | | - Ausschuss für Inneres, Sicherheit und Ordnung - Ausschuss für kulturelle Angelegenheiten (stellvertretender Schriftführer) |
|                             | Claudio Jupe                | 1948          | CDU                                          | Charlottenburg-Wilmersdorf 5            | 37,8                   | | - Ausschuss für Verfassungs- und Rechtsangelegenheiten, Verbraucherschutz, Geschäftsordnung - Ausschuss für Wirtschaft, Forschung und Technologie - Sonderausschuss „Wasserverträge“ (Vorsitzender)                                                                                      |
| Susanna Kahlefeld           | Susanna Kahlefeld           | 1964          | GRÜNE                                        | Neukölln 2                              | 29,7                   | | - Ausschuss für Arbeit, Integration, Berufliche Bildung und Frauen - Ausschuss für kulturelle Angelegenheiten |
| Antje Kapek                 | Antje Kapek                 | 1976          | GRÜNE                                        | Landesliste                             |                        | | - Ausschuss für Stadtentwicklung und Umwelt |
| Thorsten Karge              | Thorsten Karge              | 1964          | SPD                                          | Bezirksliste Reinickendorf              |                        | | - Ausschuss für Verfassungsschutz - Ausschuss für Wirtschaft, Forschung und Technologie - Ausschuss für Inneres, Sicherheit und Ordnung |
| Kein Bild vorhanden         | Nikolaus Karsten            | 1969          | SPD                                          | Pankow 9                                | 33,2                   | | - Ausschuss für Stadtentwicklung und Umwelt - Sonderausschuss „Wasserverträge“ |
| Kein Bild vorhanden         | Susanne Kitschun            | 1968          | SPD                                          | Friedrichshain-Kreuzberg 4              | 30,1                   | stellvertretende Fraktionsvorsitzende | - Ausschuss für Arbeit, Integration, Berufliche Bildung und Frauen - Ausschuss für kulturelle Angelegenheiten - Ältestenrat |
| Regina Kittler              | Regina Kittler              | 1955          | DIE LINKE                                    | Marzahn-Hellersdorf 4                   | 30,4                   | | - Petitionsausschuss - Ausschuss für Bildung, Jugend und Familie |
| Markus Klaer                | Markus Klaer                | 1968–2020     | CDU                                          | Bezirksliste Tempelhof-Schöneberg       |                        | eingetreten am 14. Dezember 2011 für Nicolas Zimmer                                                                                               | - Hauptausschuss - Ausschuss für Europa- und Bundesangelegenheiten, Medien - Ausschuss für Wissenschaft (Schriftführer) |
| Kein Bild vorhanden         | Thomas Kleineidam           | 1958–2013     | SPD                                          | Spandau 1                               | 39,7                   | gestorben am 31. August 2013, Nachrückerin: Burgunde Grosse                                                                                       | - Ausschuss für Verfassungs- und Rechtsangelegenheiten, Verbraucherschutz, Geschäftsordnung (stellvertretender Vorsitzender) - Ausschuss für Verfassungsschutz - Ausschuss für Inneres, Sicherheit und Ordnung                                                                           |
| Kein Bild vorhanden         | Gregor Költzsch             | 1978          | SPD                                          | Bezirksliste Lichtenberg                |                        | nachgerückt am 27. Januar 2015 für Birgit Monteiro                                                                                                | |
|                             | Anja Kofbinger              | 1960          | GRÜNE                                        | Neukölln 1                              | 32,7                   | | - Ausschuss für Arbeit, Integration, Berufliche Bildung und Frauen (Vorsitzende) - Petitionsausschuss |
| Kein Bild vorhanden         | Sven Kohlmeier              | 1976          | SPD                                          | Marzahn-Hellersdorf 6                   | 33,4                   | | - Ausschuss für Verfassungs- und Rechtsangelegenheiten, Verbraucherschutz, Geschäftsordnung - Ausschuss für digitale Verwaltung, Datenschutz und Informationsfreiheit |
| Irene Köhne                 | Irene Köhne                 | 1952          | SPD                                          | Bezirksliste Steglitz-Zehlendorf        |                        | | - Ausschuss für Verfassungs- und Rechtsangelegenheiten, Verbraucherschutz, Geschäftsordnung (stellvertretende Schriftführerin) - Ausschuss für Stadtentwicklung und Umwelt |
| Dilek Kolat                 | Dilek Kolat                 | 1967          | SPD                                          | Tempelhof-Schöneberg 3                  | 33,7                   | | |
| Niels Korte                 | Niels Korte                 | 1969          | CDU                                          | Bezirksliste Treptow-Köpenick           |                        | | - Hauptausschuss - Ausschuss für Arbeit, Integration, Berufliche Bildung und Frauen - Ausschuss für Gesundheit und Soziales |
| Heidi Kosche                | Heidi Kosche                | 1949          | GRÜNE                                        | Friedrichshain-Kreuzberg 1              | 43,8                   | | - Sonderausschuss „Wasserverträge“ |
| Simon Kowalewski            | Simon Kowalewski            | 1981          | PIRATEN                                      | Landesliste                             |                        | | - Ausschuss für Arbeit, Integration, Berufliche Bildung und Frauen - Ausschuss für Gesundheit und Soziales |
|                             | Ole Kreins                  | 1979          | SPD                                          | Lichtenberg 5                           | 34,1                   | | - Ausschuss für Bauen, Wohnen und Verkehr - Ausschuss für Inneres, Sicherheit und Ordnung |
| Kein Bild vorhanden         | Joachim Krüger              | 1949          | CDU                                          | Bezirksliste Charlottenburg-Wilmersdorf |                        | eingetreten am 5. Dezember 2011 für Andreas Statzkowski                                                                                           | - Hauptausschuss - Ausschuss für Gesundheit und Soziales - Petitionsausschuss |
| Felicitas Kubala            | Felicitas Kubala            | 1956          | GRÜNE                                        | Landesliste                             |                        | ausgeschieden am 31. Dezember 2012, Nachrückerin: Silke Gebel                                                                                     | - Ausschuss für Stadtentwicklung und Umwelt - Ausschuss für Sport (stellvertretender Vorsitzender) |
| Kein Bild vorhanden         | Andreas Kugler              | 1967          | SPD                                          | Bezirksliste Steglitz-Zehlendorf        |                        | stellvertretender Fraktionsvorsitzender | - Ausschuss für Bauen, Wohnen und Verkehr - Petitionsausschuss (Vorsitzender) |
| Renate Künast               | Renate Künast               | 1955          | GRÜNE                                        | Landesliste                             |                        | Mandat nicht angenommen | |
| Brigitte Lange              | Brigitte Lange              | 1945          | SPD                                          | Bezirksliste Reinickendorf              |                        | | - Ausschuss für kulturelle Angelegenheiten - Ausschuss für Europa- und Bundesangelegenheiten, Medien (Schriftführerin) |
| Joschka Langenbrinck        | Joschka Langenbrinck        | 1985          | SPD                                          | Neukölln 3                              | 36,3                   | | - Ausschuss für Inneres, Sicherheit und Ordnung - Ausschuss für Bildung, Jugend und Familie (stellvertretender Vorsitzender) |
| Christopher Lauer           | Christopher Lauer           | 1984          | PIRATEN                                      | Landesliste                             |                        | trat am 18. September 2014 aus der Piratenpartei aus und am 16. September 2016 in die SPD ein                                                     | - Ausschuss für Inneres, Sicherheit und Ordnung - Ausschuss für kulturelle Angelegenheiten |
| Klaus Lederer               | Klaus Lederer               | 1974          | DIE LINKE                                    | Landesliste                             |                        | | - Ausschuss für Verfassungs- und Rechtsangelegenheiten, Verbraucherschutz, Geschäftsordnung, - Ausschuss für digitale Verwaltung, Datenschutz und Informationsfreiheit (Beratendes Mitglied) - Sonderausschuss „Wasserverträge“                                                          |
| Rainer-Michael Lehmann      | Rainer-Michael Lehmann      | 1960          | SPD                                          | Pankow 1                                | 31,4                   | | - Ausschuss für Arbeit, Integration, Berufliche Bildung und Frauen - Ausschuss für Gesundheit und Soziales, Petitionsausschuss |
| Kein Bild vorhanden         | Uwe Lehmann-Brauns          | 1938          | CDU                                          | Steglitz-Zehlendorf 6                   | 41,9                   | Alterspräsident | - Ausschuss für kulturelle Angelegenheiten - Ausschuss für Europa- und Bundesangelegenheiten, Medien |
| Stephan Lenz                | Stephan Lenz                | 1968          | CDU                                          | Bezirksliste Pankow                     |                        | | - Ausschuss für Verfassungsschutz - Ausschuss für Inneres, Sicherheit und Ordnung - Ausschuss für Europa- und Bundesangelegenheiten, Medien |
| Katrin Lompscher            | Katrin Lompscher            | 1962          | DIE LINKE                                    | Landesliste                             |                        | stellvertretende Fraktionsvorsitzende | - Ausschuss für Bauen, Wohnen und Verkehr - Ausschuss für Stadtentwicklung und Umwelt |
|                             | Alex Lubawinski             | 1950          | SPD                                          | Pankow 2                                | 33,6                   | | - Ausschuss für kulturelle Angelegenheiten - Ausschuss für Europa- und Bundesangelegenheiten, Medien - Ausschuss für Sport |
| Kein Bild vorhanden         | Joachim Luchterhand         | 1942          | CDU                                          | Steglitz-Zehlendorf 2                   | 33,2                   | | - Ausschuss für Arbeit, Integration, Berufliche Bildung und Frauen - Ausschuss für Gesundheit und Soziales |
| Kein Bild vorhanden         | Gottfried Ludewig           | 1982          | CDU                                          | Bezirksliste Pankow                     |                        | | - Ausschuss für Gesundheit und Soziales - Ausschuss für Sport |
|                             | Nicole Ludwig               | 1971          | GRÜNE                                        | Landesliste                             |                        | | - Hauptausschuss - Ausschuss für Wirtschaft, Forschung und Technologie |
| Benedikt Lux                | Benedikt Lux                | 1981          | GRÜNE                                        | Landesliste                             |                        | | - Ausschuss für Verfassungs- und Rechtsangelegenheiten, Verbraucherschutz, Geschäftsordnung (Schriftführer) - Ausschuss für Verfassungsschutz - Ausschuss für Gesundheit und Soziales - Ausschuss für Inneres, Sicherheit und Ordnung                                                    |
| Philipp Magalski            | Philipp Magalski            | 1974          | PIRATEN                                      | Landesliste                             |                        | | - Ausschuss für kulturelle Angelegenheiten - Ausschuss für Stadtentwicklung und Umwelt |
| Jutta Matuschek             | Jutta Matuschek             | 1960          | DIE LINKE                                    | Landesliste                             |                        | | - Ausschuss für Wirtschaft, Forschung und Technologie |
| Pavel Mayer                 | Pavel Mayer                 | 1965          | PIRATEN                                      | Landesliste                             |                        | trat im Oktober 2015 aus der Piratenpartei aus | - Ausschuss für Verfassungsschutz - Ausschuss für Wirtschaft, Forschung und Technologie |
| Kein Bild vorhanden         | Heiko Melzer                | 1976          | CDU                                          | Spandau 4                               | 41,1                   | Erster parlamentarischer Geschäftsführer | - Ausschuss für Wirtschaft, Forschung und Technologie - Ältestenrat |
| Martina Michels             | Martina Michels             | 1955          | DIE LINKE                                    | Landesliste                             |                        | ausgeschieden am 20. September 2013, dann Mitglied des Europäischen Parlaments, Nachrücker: Carsten Schatz                                        | - Ausschuss für Europa- und Bundesangelegenheiten, Medien (Vorsitzende) |
|                             | Katrin Möller               | 1967          | DIE LINKE                                    | Landesliste                             |                        | | - Ausschuss für Verfassungs- und Rechtsangelegenheiten, Verbraucherschutz, Geschäftsordnung - Ausschuss für Bildung, Jugend und Familie |
| Kein Bild vorhanden         | Birgit Monteiro             | 1969          | SPD                                          | Lichtenberg 4                           | 32,8                   | ausgeschieden am 26. Januar 2015 (→ Bezirksbürgermeisterin), Nachrücker: Gregor Költzsch                                                          | - Ausschuss für Arbeit, Integration, Berufliche Bildung und Frauen - Ausschuss für Gesundheit und Soziales |
| Harald Moritz               | Harald Moritz               | 1957          | GRÜNE                                        | Landesliste                             |                        | | - Ausschuss für Bauen, Wohnen und Verkehr - Petitionsausschuss |
| Alexander Morlang           | Alexander Morlang           | 1974          | PIRATEN                                      | Landesliste                             |                        | | - Ausschuss für digitale Verwaltung, Datenschutz und Informationsfreiheit |
| Michael Müller              | Michael Müller              | 1964          | SPD                                          | Tempelhof-Schöneberg 4                  | 33,5                   | seit 11. Dezember 2014 Regierender Bürgermeister von Berlin                                                                                       | |
| Özcan Mutlu                 | Özcan Mutlu                 | 1968          | GRÜNE                                        | Landesliste                             |                        | ausgeschieden am 13. November 2013, dann Bundestagsabgeordneter, Nachrücker: Oliver Schruoffeneger                                                | - Ausschuss für Bildung, Jugend und Familie (stellvertretender Vorsitzender) - Ausschuss für Europa- und Bundesangelegenheiten, Medien |
|                             | Karlheinz Nolte             | 1949          | SPD                                          | Treptow-Köpenick 2                      | 33,7                   | | - Hauptausschuss - Sonderausschuss „Wasserverträge“ (Schriftführer) |
| Lars Oberg                  | Lars Oberg                  | 1979          | SPD                                          | Tempelhof-Schöneberg 2                  | 36,2                   | | - Ausschuss für Wissenschaft - Ausschuss für Bildung, Jugend und Familie |
| Ajibola Olalowo             | Ajibola Olalowo             | 1971          | GRÜNE                                        | Landesliste                             |                        | eingetreten am 1. März 2012 für Volker Ratzmann                                                                                                   | |
| Kein Bild vorhanden         | Liane Ollech                | 1957          | SPD                                          | Bezirksliste Marzahn-Hellersdorf        |                        | | - Ausschuss für Wirtschaft, Forschung und Technologie - Ausschuss für Stadtentwicklung und Umwelt |
|                             | Andreas Otto                | 1962          | GRÜNE                                        | Pankow 6                                | 35,1                   | | - Ausschuss für Bauen, Wohnen und Verkehr (Vorsitzender) |
| Kein Bild vorhanden         | İlkin Özışık                | 1972          | fraktionslos                                 | Mitte 4                                 | 29,2                   | trat am 4. Januar 2016 aus der SPD-Fraktion und der Partei aus                                                                                    | - Ausschuss für Arbeit, Integration, Berufliche Bildung und Frauen - Ausschuss für Bildung, Jugend und Familie |
| Erol Özkaraca               | Erol Özkaraca               | 1963          | SPD                                          | Bezirksliste Neukölln                   |                        | | - Ausschuss für Verfassungs- und Rechtsangelegenheiten, Verbraucherschutz, Geschäftsordnung - Ausschuss für Wirtschaft, Forschung und Technologie - Ausschuss für digitale Verwaltung, Datenschutz und Informationsfreiheit                                                              |
|                             | Marion Platta               | 1960          | DIE LINKE                                    | Lichtenberg 3                           | 36,0                   | | - Ausschuss für Stadtentwicklung und Umwelt - Ausschuss für Sport |
|                             | Ramona Pop                  | 1977          | GRÜNE                                        | Mitte 1                                 | 31,2                   | | |
| Wolfram Prieß               | Wolfram Prieß               | 1966          | PIRATEN                                      | Landesliste                             |                        | | - Ausschuss für Bauen, Wohnen und Verkehr - Ausschuss für Stadtentwicklung und Umwelt - Ältestenrat |
| Ülker Radziwill             | Ülker Radziwill             | 1966          | SPD                                          | Charlottenburg-Wilmersdorf 3            | 33,3                   | stellvertretende Fraktionsvorsitzende | - Ausschuss für Bauen, Wohnen und Verkehr (stellvertretende Schriftführerin) - Ausschuss für Gesundheit und Soziales - Ältestenrat |
| Volker Ratzmann             | Volker Ratzmann             | 1960          | GRÜNE                                        | Pankow 8                                | 32,1                   | ausgeschieden am 29. Februar 2012, Nachrücker: Ajibola Olalowo                                                                                    | - Ausschuss für Wirtschaft, Forschung und Technologie - Ausschuss für Wissenschaft |
| Fabio Reinhardt             | Fabio Reinhardt             | 1980          | PIRATEN                                      | Landesliste                             |                        | | - Ausschuss für Arbeit, Integration, Berufliche Bildung und Frauen - Ausschuss für Inneres, Sicherheit und Ordnung |
| Stefanie Remlinger          | Stefanie Remlinger          | 1970          | GRÜNE                                        | Landesliste                             |                        | | - Hauptausschuss - Ausschuss für Arbeit, Integration, Berufliche Bildung und Frauen - Ausschuss für Bildung, Jugend und Familie |
| Cerstin Richter-Kotowski    | Cerstin Richter-Kotowski    | 1962          | CDU                                          | Steglitz-Zehlendorf 1                   | 30,3                   | ausgeschieden am 17. November 2011, Nachrücker: Stefan Schlede                                                                                    | |
| Sven Rissmann               | Sven Rissmann               | 1978          | CDU                                          | Bezirksliste Mitte                      |                        | parlamentarischer Geschäftsführer | - Ausschuss für Verfassungs- und Rechtsangelegenheiten, Verbraucherschutz, Geschäftsordnung - Ausschuss für Sport - Ältestenrat |
| Raed Saleh                  | Raed Saleh                  | 1977          | SPD                                          | Spandau 2                               | 39,9                   | Fraktionsvorsitzender | |
|                             | Robert Schaddach            | 1966          | SPD                                          | Treptow-Köpenick 4                      | 33,0                   | | - Ausschuss für Wissenschaft - Petitionsausschuss - Ausschuss für Sport - Ältestenrat |
| Michael Schäfer             | Michael Schäfer             | 1972          | GRÜNE                                        | Landesliste                             |                        | | - Ausschuss für Wirtschaft, Forschung und Technologie - Ausschuss für Stadtentwicklung und Umwelt |
|                             | Carsten Schatz              | 1970          | DIE LINKE                                    | Landesliste                             |                        | eingetreten am 23. September 2013 für Martina Michels, erster bekennender Abgeordneter eines deutschen Landesparlaments mit HI-Virus              | - Ausschuss für Europa- und Bundesangelegenheiten, Medien |
| Sandra Scheeres             | Sandra Scheeres             | 1970          | SPD                                          | Pankow 5                                | 32,0                   | | |
| Anja Schillhaneck           | Anja Schillhaneck           | 1973          | GRÜNE                                        | Landesliste                             |                        | | - Ausschuss für Wissenschaft - Ausschuss für Europa- und Bundesangelegenheiten, Medien - Ältestenrat |
| Kein Bild vorhanden         | Stefan Schlede              | 1940–2024     | CDU                                          | Bezirksliste Steglitz-Zehlendorf        |                        | eingetreten am 18. November 2011 für Cerstin-Ullrike Richter-Kotowski                                                                             | - Ausschuss für kulturelle Angelegenheiten (stellvertretender Vorsitzender) - Ausschuss für Wissenschaft - Ausschuss für Bildung, Jugend und Familie |
|                             | Katrin Schmidberger         | 1982          | GRÜNE                                        | Landesliste                             |                        | | - Ausschuss für Bauen, Wohnen und Verkehr - Ausschuss für kulturelle Angelegenheiten - Sonderausschuss „Wasserverträge“ |
|                             | Manuela Schmidt             | 1963          | DIE LINKE                                    | Marzahn-Hellersdorf 2                   | 34,9                   | Mitglied des Fraktionsvorstandes | - Hauptausschuss (stellvertretende Schriftführerin) |
| Torsten Schneider           | Torsten Schneider           | 1969          | SPD                                          | Pankow 3                                | 30,8                   | parlamentarischer Geschäftsführer | - Hauptausschuss - Ältestenrat |
| Tom Schreiber               | Tom Schreiber               | 1978          | SPD                                          | Treptow-Köpenick 5                      | 30,9                   | | - Ausschuss für Verfassungsschutz - Ausschuss für Gesundheit und Soziales - Ausschuss für Inneres, Sicherheit und Ordnung - Ausschuss für kulturelle Angelegenheiten |
| Oliver Schruoffeneger       | Oliver Schruoffeneger       | 1962          | GRÜNE                                        | Landesliste                             |                        | eingetreten am 14. November 2013 für Özcan Mutlu; am 12. Mai 2016 ausgeschieden, Nachrücker: Stefan Ziller                                        | |
| Jürn Jakob Schultze-Berndt  | Jürn Jakob Schultze-Berndt  | 1966          | CDU                                          | Reinickendorf 6                         | 49,0                   | | - Ausschuss für Wirtschaft, Forschung und Technologie |
| Notker Schweikhardt         | Notker Schweikhardt         | 1960          | GRÜNE                                        | Landesliste                             |                        | am 1. September 2014 nachgerückt für Martin Beck                                                                                                  | |
| Kein Bild vorhanden         | Marion Seelig               | 1953–2013     | DIE LINKE                                    | Landesliste                             |                        | stellvertretende Fraktionsvorsitzende, gestorben am 12. März 2013, Nachrücker: Steffen Zillich                                                    | - Ausschuss für Verfassungsschutz - Ausschuss für digitale Verwaltung, Datenschutz und Informationsfreiheit - Ausschuss für Inneres, Sicherheit und Ordnung |
| Cornelia Seibeld            | Cornelia Seibeld            | 1974          | CDU                                          | Steglitz-Zehlendorf 4                   | 43,3                   | Erste stellvertretende Fraktionsvorsitzende | - Ausschuss für Verfassungs- und Rechtsangelegenheiten, Verbraucherschutz, Geschäftsordnung (Vorsitzende) - Ausschuss für Verfassungsschutz |
| Kein Bild vorhanden         | Roman Simon                 | 1974          | CDU                                          | Tempelhof-Schöneberg 7                  | 46,6                   | | - Ausschuss für Verfassungs- und Rechtsangelegenheiten, Verbraucherschutz, Geschäftsordnung - Ausschuss für Bildung, Jugend und Familie |
| Evrim Sommer                | Evrim Sommer                | 1971          | DIE LINKE                                    | Lichtenberg 1                           | 34,7                   | | - Ausschuss für Wirtschaft - Forschung und Technologie - Ausschuss für Arbeit, Integration - Berufliche Bildung und Frauen |
| Alexander Spies             | Alexander Spies             | 1955          | PIRATEN                                      | Landesliste                             |                        | seit 11. Juni 2013 Fraktionsvorsitzender | - Ausschuss für Gesundheit und Soziales - Ausschuss für Europa- und Bundesangelegenheiten, Medien - Ältestenrat |
| Kein Bild vorhanden         | Iris Spranger               | 1961          | SPD                                          | Bezirksliste Marzahn-Hellersdorf        |                        | | - Ausschuss für Bauen, Wohnen und Verkehr - Ausschuss für Sport |
| Andreas Statzkowski         | Andreas Statzkowski         | 1956          | CDU                                          | Charlottenburg-Wilmersdorf 2            | 39,9                   | ausgeschieden am 5. Dezember 2011, Nachrücker: Joachim Krüger                                                                                     | |
|                             | Dirk Stettner               | 1969          | CDU (Januar 2012 bis Juni 2015 fraktionslos) | Bezirksliste Pankow                     |                        | bis Januar 2012 stellvertretender Fraktionsvorsitzender, am 28. Januar 2012 aus der CDU-Fraktion ausgetreten, am 23. Juni 2015 wieder eingetreten | - Ausschuss für Sport - Ausschuss für Digitale Verwaltung, Datenschutz und Informationsfreiheit |
| Jörg Stroedter              | Jörg Stroedter              | 1954          | SPD                                          | Bezirksliste Reinickendorf              |                        | stellvertretender Fraktionsvorsitzender | - Ausschuss für Wirtschaft, Forschung und Technologie |
| Hakan Taş                   | Hakan Taş                   | 1966          | DIE LINKE                                    | Landesliste                             |                        | | - Ausschuss für Inneres, Sicherheit und Ordnung |
| Kein Bild vorhanden         | Monika Thamm                | 1944          | CDU                                          | Bezirksliste Tempelhof-Schöneberg       |                        | | - Hauptausschuss (Schriftführerin) - Ausschuss für Inneres, Sicherheit und Ordnung - Petitionsausschuss (stellvertretende Vorsitzende) |
| Heiko Thomas                | Heiko Thomas                | 1969          | GRÜNE                                        | Landesliste                             |                        | am 1. April 2016 ausgeschieden, Nachrückerin: Alessa Berkenkamp                                                                                   | - Ausschuss für Wirtschaft, Forschung und Technologie - Ausschuss für Gesundheit und Soziales - Ältestenrat |
| Kein Bild vorhanden         | Peter Trapp                 | 1947          | CDU                                          | Spandau 5                               | 44,2                   | | - Ausschuss für Inneres, Sicherheit und Ordnung - Ausschuss für Sport |
|                             | Fréderic Verrycken          | 1977          | SPD                                          | Charlottenburg-Wilmersdorf 1            | 36,1                   | | - Hauptausschuss (Vorsitzender) |
| Jasenka Villbrandt          | Jasenka Villbrandt          | 1951          | GRÜNE                                        | Landesliste                             |                        | | - Ausschuss für Gesundheit und Soziales (stellvertretende Schriftführerin) - Ausschuss für Wissenschaft |
| Katrin Vogel                | Katrin Vogel                | 1964          | CDU                                          | Bezirksliste Treptow-Köpenick           |                        | | - Ausschuss für Arbeit, Integration, Berufliche Bildung und Frauen - Ausschuss für Bauen, Wohnen und Verkehr - Ausschuss für Stadtentwicklung und Umwelt |
| Kurt Wansner                | Kurt Wansner                | 1947          | CDU                                          | Bezirksliste Friedrichshain-Kreuzberg   |                        | | - Ausschuss für Inneres, Sicherheit und Ordnung |
| Simon Weiß                  | Simon Weiß                  | 1985          | PIRATEN                                      | Landesliste                             |                        | trat am 23. September 2014 aus der Piratenpartei aus, trat am 8. September 2016 den Linken bei                                                    | - Ausschuss für Verfassungs- und Rechtsangelegenheiten, Verbraucherschutz, Geschäftsordnung, - Ausschuss für digitale Verwaltung, Datenschutz und Informationsfreiheit (Beratendes Mitglied) - Ausschuss für Europa- und Bundesangelegenheiten, Medien (stellvertretender Schriftführer) |
|                             | Clara West                  | 1981          | SPD                                          | Pankow 7                                | 31,3                   | stellvertretende Fraktionsvorsitzende | |
| Ralf Wieland                | Ralf Wieland                | 1956          | SPD                                          | Mitte 6                                 | 32,5                   | Präsident des Abgeordnetenhauses | - Ausschuss für Verfassungs- und Rechtsangelegenheiten, Verbraucherschutz, Geschäftsordnung - Ältestenrat |
| Bruni Wildenheim-Lauterbach | Bruni Wildenhein-Lauterbach | 1947          | SPD                                          | Mitte 5                                 | 33,8                   | | - Hauptausschuss |
| Harald Wolf                 | Harald Wolf                 | 1956          | DIE LINKE                                    | Lichtenberg 6                           | 32,5                   | | - Ausschuss für Bauen, Wohnen und Verkehr |
| Udo Wolf                    | Udo Wolf                    | 1962          | DIE LINKE                                    | Landesliste                             |                        | Fraktionsvorsitzender | - Ältestenrat |
| Kein Bild vorhanden         | Tim Zeelen                  | 1983          | CDU                                          | Bezirksliste Reinickendorf              |                        | eingetreten am 7. Dezember 2011 für Emine Demirbüken-Wegner                                                                                       | - Ausschuss für digitale Verwaltung, Datenschutz und Informationsfreiheit - Ausschuss für Bildung, Jugend und Familie (Schriftführer) - Ausschuss für Sport (stellvertretender Vorsitzender)                                                                                             |
| Stefan Ziller               | Stefan Ziller               | 1981          | GRÜNE                                        | Landesliste                             |                        | eingetreten am 12. Mai 2016 für Oliver Schruoffeneger                                                                                             | |
| Kein Bild vorhanden         | Steffen Zillich             | 1971          | DIE LINKE                                    | Landesliste                             |                        | eingetreten am 18. März 2013 für Marion Seelig | |
| Nicolas Zimmer              | Nicolas Zimmer              | 1970          | CDU                                          | Tempelhof-Schöneberg 8                  | 46,3                   | ausgeschieden am 14. Dezember 2011, Nachrücker: Markus Klaer                                                                                      | |
| Kein Bild vorhanden         | Frank Zimmermann            | 1957          | SPD                                          | Tempelhof-Schöneberg 5                  | 33,8                   | | - Ausschuss für Inneres, Sicherheit und Ordnung - Ausschuss für Stadtentwicklung und Umwelt - Ausschuss für Europa- und Bundesangelegenheiten, Medien |